# Vitalij Kol'cov
Vitalij Valerijovyč Kol'cov (in ucraino Віталій Валерійович Кольцов?; Moivka, 20 marzo 1994) è un calciatore ucraino, centrocampista dell'Inhulec'.

## Carriera

### Club
Ha giocato nella prima divisione ucraina.

### Nazionale
Ha giocato nelle nazionali giovanili ucraine Under-17 ed Under-18.

## Palmarès

### Club

#### Competizioni nazionali
- Perša Liha: 1

Inhulec': 2023-2024